# Kamenec (Stráž nad Ohří)
Kamenec (německy Stengles) je malá vesnice, část obce Stráž nad Ohří v okrese Karlovy Vary v Karlovarském kraji. Nachází se asi 2,5 kilometru severovýchodně od Stráže nad Ohří. Je zde evidováno 10 adres. V roce 2011 zde trvale žilo devět obyvatel.
Kamenec leží v katastrálním území Korunní o výměře 1,41 km2.

## Historie
První písemná zmínka o vesnici pochází z roku 1460.

## Obyvatelstvo
Při sčítání lidu v roce 1921 zde žilo 89 obyvatel (z toho 39 mužů) německé národnosti a římskokatolického vyznání. Podle sčítání lidu z roku 1930 měla vesnice 88 obyvatel se stejnou národností a náboženskou strukturou.
| Rok            | 1869 | 1880 | 1890 | 1900 | 1910 | 1921 | 1930 | 1950 | 1961 | 1970 | 1980 | 1991 | 2001 | 2011 | 2021 |
| -------------- | ---- | ---- | ---- | ---- | ---- | ---- | ---- | ---- | ---- | ---- | ---- | ---- | ---- | ---- | ---- |
| Počet obyvatel | 83   | 91   | 84   | 75   | 97   | 89   | 88   | 42   | 57   | 24   | 12   | 8    | 11   | 9    | 15   |
| Počet domů     | 10   | 13   | 14   | 14   | 14   | 15   | 16   | 12   | 12   | 8    | 4    | 6    | 5    | 5    | 5    |

## Obecní správa
Při sčítání lidu v letech 1869–1890 Kamenec byl osadou obce Okounov v okrese Kadaň. V letech 1900–1950 byl osadou obce Korunní v okrese Kadaň. Od roku 1960 je částí obce Stráž nad Ohří v okrese Karlovy Vary.